# Gay-friendly
Gay-friendly (с англ. — «дружественный к геям»), также гей-френдли — бизнес-концепция для обозначения организаций и учреждений, а также туристических направлений и регионов проживания, ориентированных или толерантно и дружественно относящихся к ЛГБТ-публике. В свою очередь заведения, ориентированные в первую очередь на ЛГБТ-публику, также используют аналогичный термин «гетеро-френдли» (англ. heterofriendly) для обозначения дружественности к гетеросексуальным клиентам.
Оксфордский словарь английского языка определяет слово gay-friendly как «гостеприимный, близкий по духу или безопасный для гомосексуалов», особо подчёркивая употребимость данного термина в контексте бизнеса или окружающей среды. В качестве «гей-френдли», в первую очередь, могут обозначаться рабочие места и туристические направления, однако этим понятием могут обозначаться и учебные заведения, церкви, гостиницы и рестораны, городские кварталы и регионы.

## Гей-френдли-маркетинг
Концепция «гей-френдли» является бизнес-идеей, сутью которой является позиционирование бизнеса как «дружелюбного к геям», но не ориентированного только на ЛГБТ-публику. Часто учреждения (например, кафе, бары), позиционирующие себя как «гей-френдли», размещают (например, на входе или на вывеске) символ «радужного флажка» (известный символ ЛГБТ) Привлечение ЛГБТ-клиентов неразрывно связано с позиционированием бренда в качестве «гей-френдли». Гей-френдли-маркетинг является одной из стратегий многих брендов, которая исходит из того, что ЛГБТ-клиенты положительно, а гетеросексуальные клиенты нейтрально реагируют на подобную стратегию.
Многие организации объединяются в «гей-френдли-сети». В рамках таких программ сотрудники компаний обучаются специфике работы с клиентами альтернативной сексуальной ориентации. В то же время некоторые компании позиционируют себя как «гей-френдли» лишь в качестве рекламного хода с целью привлечения новых клиентов, в то время как сотрудники этих компаний проявляют гомофобию и брезгливость при работе с ЛГБТ-клиентами.

## Концепция гей-френдли на рабочем месте
Другим направлением «гей-френдли»-стратегии является целенаправленный учёт потребностей ЛГБТ-сотрудников. В частности, организации, позиционирующие себя в качестве «гей-френдли», представляют всем своим сотрудникам, живущим с однополыми партнёрами, равные права с гетеросексуальными парами. Это может, например, проявляться в компенсационных выплатах однополым парам с целью преодоления финансовой дискриминации (так как в США до повсеместной легализации однополых браков однополые пары не могли пользоваться льготами, предоставляемыми для состоящих в браке, данные компенсационные выплаты предназначались для выравнивания этого различия). В частности, летом 2010 года компания Google начала платить своим сотрудникам, живущим в однополых союзах, бо́льшую зарплату по сравнению с состоящими в браке гетеросексуальными работниками — в качестве компенсации за более высокий налог на медстрахование, который приходится платить однополым парам по сравнению с состоящими в браке разнополыми парами. В Кембридже с 2011 года всем муниципальным служащим, состоящим в однополом браке, выплачиваются специальные пособия, служащие для покрытия дополнительных расходов, связанных с федеральными налогами на медицинские льготы для однополых супругов.
Учёт индивидуальных особенностей ЛГБТ-сотрудников является частью диверсити-менеджмента (англ. Diversity Management, «менеджмент разнообразия») — стратегии, которая также всё больше получает внимание в западных компаниях. Целью диверсити-менеджмента является распознавание разнообразия личного штата организации и использование индивидуальных качеств и особенностей персонала на благо развития бизнеса. Однако, далеко не все организации явно включают сексуальную ориентацию в рамки диверсити-менеджмента, хотя многие из них делают это. В частности, в некоторых организациях существуют специальные рабочие группы представителей ЛГБТ, проводятся различные семинары по вопросам, затрагивающим каминг-аут и дискриминацию, а также улучшению климата на рабочем месте между представителями разных сексуальных ориентаций. Некоторые компании даже заинтересованы в привлечении именно ЛГБТ-сотрудников в свою фирму с целью расширения диапазона разнообразия в штате сотрудников.